# ヤスパー・ファントフ
ヤスパー・ファントフ（Jasper van 't Hof、1947年6月30日 - ）は、オランダのジャズ・ピアニストにしてキーボード奏者。
ファントフはオランダのオーファーアイセル州エンスヘデで生まれ、5歳でピアノの勉強を始めた。学校にてジャズ・バンドで演奏し、19歳までにドラマーのピエール・クルボワとジャズ・フェスティバルで演奏するようになった。1969年、彼はドイツのギタリストであるトト・ブランケと共に、クルボアによる初期のヨーロッパ・ジャズ・ロック・バンドである「アソシエーション P.C.」のメンバーとなった。ピアノ・コンクラーヴェ (Piano Conclave)の一環として、ジョルジュ・グルンツ、ヨアヒム・キューン、ウォルフガング・ダウナー、キース・ジャレットというピアニストたちと共演した。
1974年、フィリップ・カテリーン（ギター）、チャーリー・マリアーノ（サックス）、アルド・ロマーノ（ドラム）、ジャン・フランソワ・ジェニー・クラーク（ベース）と組み、ポーク・パイ (Pork Pie)を結成した。また、サックス奏者のボブ・マラックとヴァイオリニストのズビグニェフ・セイフェルトと共にバンド、アイボール (Eyeball)を組んでいる。さらに彼は、デンマークのベーシストであるボ・スティーフとサックス奏者アーニー・ワッツとのフェイス・トゥ・フェイス (Face To Face)、そしてアフリカの歌手であるアンジェリーク・キジョーをフィーチャーしたフィリ・フィリ (Pili Pili)という2つのバンドも率いていた。彼はソロによるピアノ演奏で最もよく知られているが、アーチー・シェップと一緒にキーボードも演奏した。
「All About Jazz」のジョン・ケルマンは、「アルバム『無常』の最大のポイントは、2部構成のタイトル曲です。限られた楽器編成にもかかわらず、オーケストラの範囲で、印象派の作曲をより自由な配慮と共に快適な形でブレンドした、テクスチャー・プレイヤーとしてのファントフの強みが、完全に力として発揮されています」と語った。

## ディスコグラフィ

### リーダー・アルバム
- 『無常』 - Transitory (1974年、MPS) ※ポーク・パイ名義
- 『アイ・ボール』 - Eye Ball (1974年、Keytone)
- The Door Is Open (1976年、MPS) ※ポーク・パイ名義
- The Selfkicker (1977年、MPS)
- Flowers Allover (1978年、MPS)
- However (1978年、MPS)
- Fairytale (1979年、MPS) ※with ジョルジュ・グルンツ
- 『スリープ・マイ・ラヴ』 - Sleep My Love (1979年、CMP) ※with フィリップ・カテリーン、チャーリー・マリアーノ
- Aqua Sansa (1980年、Fran) ※with マルクス・シュトックハウゼン
- Live in Montreaux (1980年、Pausa)
- Eyeball (1980年、CMP) ※アイボール名義
- My World of Music (1981年、Keytone)
- Mama Rose (1982年、SteepleChase) ※with アーチー・シェップ
- Visitors (1982年、Pop Eye)
- Balloons (1983年、MPS) ※with ヨアヒム・キューン
- Pili Pili (1984年、Keytone)
- Tea for Four (1984年、Leo) ※with チャーリー・マリアーノ、エドワード・ヴェサラ、アリルド・アンデルセン
- The Fifth of May (1987年、L+R) ※with アーチー・シェップ
- Camporondo (1987年、Nabel) ※with ウリ・ベッケルホフ、ジョン・マーシャル
- Solo Piano (1989年、Timeless)
- 『タイム・イズ・アップ』 - Jazzbühne Berlin '80 (1990年、Repertoire) ※ヤスパー・ファントフ&アイボール名義
- Dinner for Two (1990年、MA) ※with ボブ・マラック
- 『ブルー』 - Blau (1992年、ACT)
- Innuendo (1992年、Lipstick) ※with チャーリー・マリアーノ
- Get Down (1992年、Hill Street Jazz)
- Duo: The Prague Concert (1992年、P&J) ※with ボブ・マラック
- At the Concertgebouw (1994年、Challenge)
- Face to Face (1995年、Intuition) ※フェイス・トゥ・フェイス名義
- Blue Corner (1996年、ACT)
- Tomorrowland (1996年、Challenge)
- Freezing Screens (1996年、Enja)
- Operanoia (1996年、Intuition) ※ポーク・パイ名義
- Un Mondo Illusorio (1998年、Challenge)
- Canossa (1998年、Intuition) ※フェイス・トゥ・フェイス名義
- Birds of a Feather (1999年、Traumton)
- Un Incontro Illusorio (2001年、Challenge) ※with ジョーイ・バロン
- Brutto Tempo (2001年、Intuition) ※with チャーリー・マリアーノ
- Axioma (2003年、Jaro Medien)
- The Yellow House (2006年、Connecting Cultures)
- Pseudopodia (2008年、In+Out) ※with ボブ・マラック
- Pangramm (2008年、FMR) ※with フレディ・スチューダー
- Ukuba Noma Unkungabi (2011年、Jaro Medien)
- Whybecause (2012年、Hôte Marge)
- Œuvre (2012年、Q-rious)
- On the Move (2015年、Intuition)
- Hamburg Episode: Live at Fabrik (2015年、Art of Groove) ※with ハインツ・ザウアー
- Europäischer Jazz 2016 (2016年、Infraserv Höchst) ※with ハインツ・ザウアー
- No Hard Shoulder (2016年、Very Open)

### フィリ・フィリ
- 『フンバ・フンバ』 - Hoomba-Hoomba (1985年、Virgin)
- Jakko (1987年、Jaro)
- 『ビー・イン・トゥー・マインズ』 - Be In Two Minds (1988年、Jaro)
- Live 88 (1989年、Jaro Medien)
- 『ホテル・バボ』 - Hotel Babo (1990年、Jaro)
- Stolen Moments (1992年、Jaro Medien)
- Boogaloo (1994年、Jaro Medien)
- Dance Jazz Live 1995 (1995年、Jaro Medien)
- Nomansland (1997年、Jaro Medien)
- Incwadi Yothando (Love Letter) (2000年、Jaro Medien)
- Ballads Of Timbuktu (2002年、Jaro Medien)
- Post Scriptum (2004年、Jaro Medien)
- Ukuba Noma Unkungabi (2011年、Jaro Medien)